# Frații Jderi (roman)
Frații Jderi este un roman istoric scris de Mihail Sadoveanu. Este, de fapt, o trilogie alcătuită din romanele Ucenicia lui Ionuț (1935), Izvorul Alb (1936) și Oamenii Măriei-Sale (1942), care evocă epoca domniei lui Ștefan cel Mare între anii 1469 și 1475.
Tehnica folosită este atât aceea a epopeii clasice, homerice, cât și aceea a romanului de aventuri.
Romanul a fost ecranizat în anul 1974, filmul fiind regizat de Mircea Drăgan.